# هندسة جيولوجية حيوية

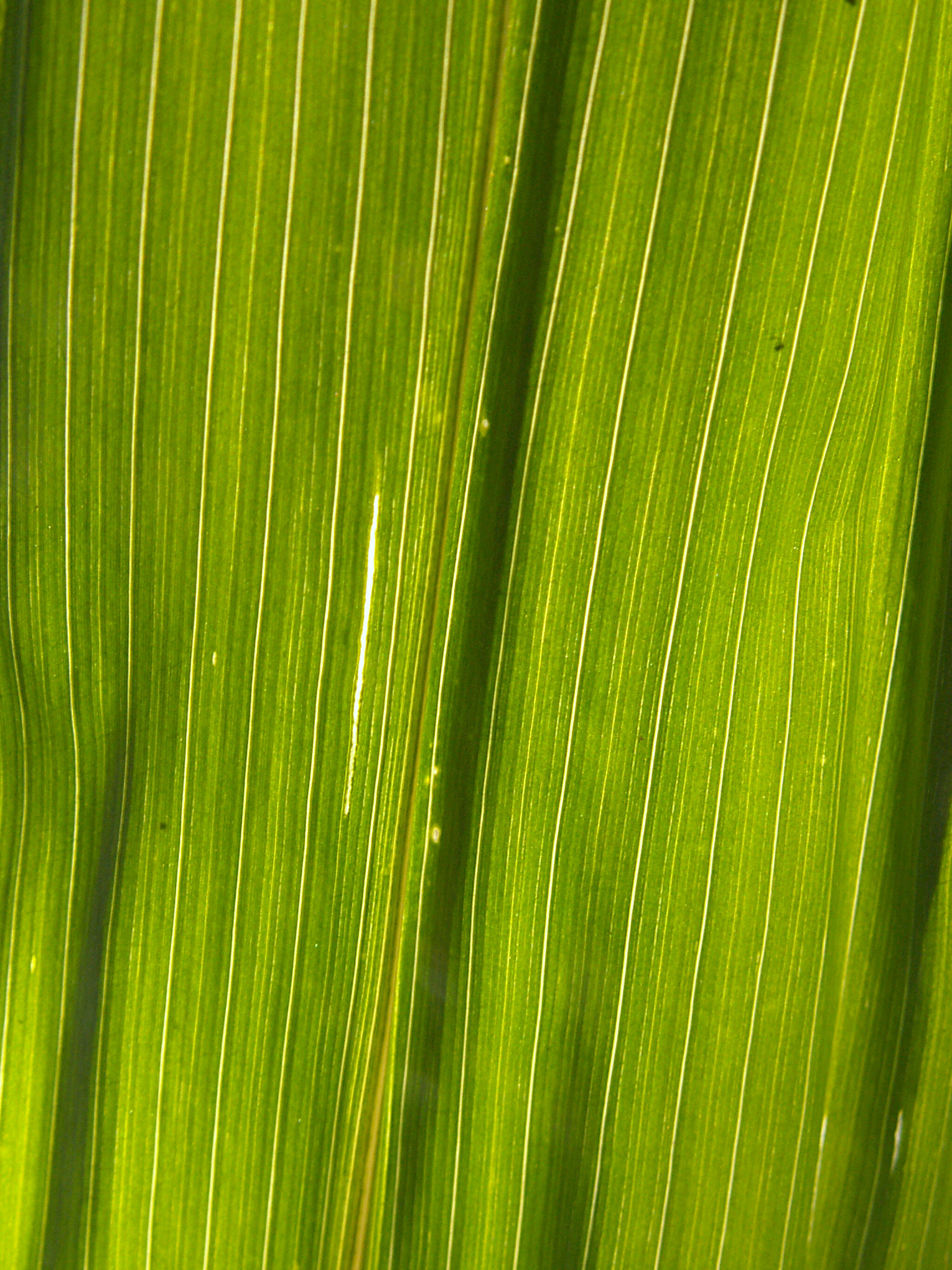
لقطة قريبة توضح كمية ضوء الشمس التي تمر عبر ورقة ذرة فردية

تعد الهندسة الجيولوجية الحيوية شكلاً من أشكال الهندسة الجيولوجية وهي تهدف إلي استخدام أو تعديل النباتات أو الكائنات الحية الأخرى من أجل تعديل مناخ الأرض.
ويمكن اعتبار مشروعات الطاقة الحيوية باستخدام تخزين الكربون، ومشاريع التشجير، وتغذية المحيطات (بما في ذلك تخصيب الحديد) من أمثلة الهندسة الجيولوجية الحيوية.
يمكن زراعة الجسيمات الإحيائية لكي تحل محل الجسيمات المفيدة التي فقدت نتيجة لموت 50% من الغابات الشمالية في الأرض. ويعد الإنتاج الزراعي لجسيمات الهواء الجوي المسمى «بالتربين الأحادي» ممكنًا في حالة زراعة المحاصيل الغنية به.
(3)